# Arthur Cohn

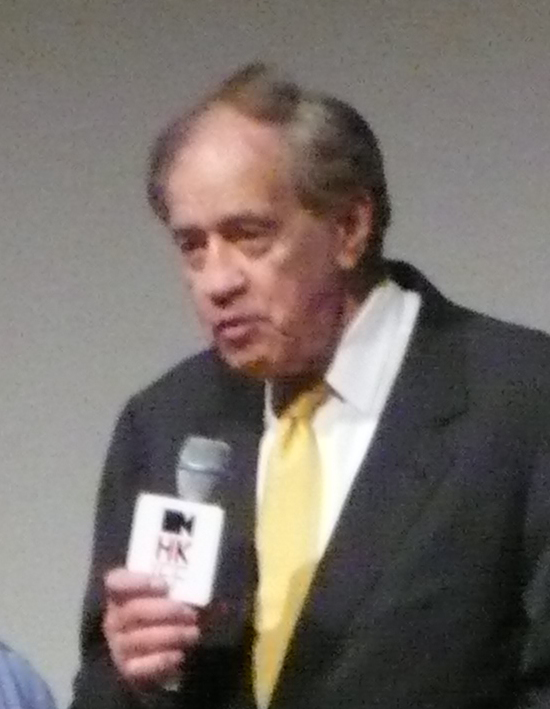
Arthur Cohn am Hong Kong International Film Festival

Arthur Cohn (* 4. Februar 1927 in Basel) ist ein Schweizer Filmproduzent und mehrfacher Oscar-Preisträger.

## Leben und Wirken
Cohns Vater Marcus war Anwalt, seine Mutter Rose schrieb Gedichte und war Autorin für das Cabaret Cornichon. Sein Grossvater Arthur Cohn war von 1885 bis 1926 der erste vollamtliche Rabbiner der Israelitischen Gemeinde Basel.
Arthur Cohn verbrachte seine Jugend- und Studienjahre in Basel, danach folgten Jahre als Journalist, u. a. beim Echo der Zeit (Radio) und die Beschäftigung mit der Konzeption von Drehbüchern, die ihn zum Film brachte.
Seine bekanntesten Produktionen sind Der Garten der Finzi Contini (1970), koproduziert mit Artur Brauner, Gianni Hecht Lucari und Fausto Saraceni, sowie Die Kinder des Monsieur Mathieu (2004) von Christophe Barratier, der besonders in Frankreich erfolgreich war. Mehrere Filme des brasilianischen Regisseurs Walter Salles wurden von ihm mitproduziert. Engste Mitarbeiter Cohns in den letzten drei Jahrzehnten waren Pierre Rothschild (Zürich) und Lillian Birnbaum (Paris).

## Ehrungen

### Oscargewinne
Die Dokumentarfilme Nur Himmel und Dreck (1960, gemeinsam mit René Lafuite), American Dream (1990, gemeinsam mit Barbara Kopple) und Ein Tag im September (1999, gemeinsam mit Kevin Macdonald) wurden mit einem Oscar ausgezeichnet, den Cohn jeweils als einer der Produzenten und Preisträger entgegennahm.
Nach offizieller Lesart der vergebenden Academy ist Cohn somit dreifacher Oscargewinner.
Arthur Cohn bezeichnet sich selbst in Pressetexten jedoch stets als sechsfachen Oscar-Preisträger und hat auch sechs Oscar-Statuen in seinem Besitz. Die drei weiteren Oscars wurden jeweils für den besten fremdsprachigen Film verliehen, im Einzelnen waren dies Der Garten der Finzi Contini (Auszeichnung 1972), Sehnsucht nach Afrika (Auszeichnung 1977) sowie Gefährliche Züge (Auszeichnung 1985). Produzenten können namentlich mit dem Oscar jedoch nur bei Dokumentarfilmen und englischsprachigen Spielfilmen geehrt werden. Der Oscar für den besten fremdsprachigen Spielfilm wird an das Werk als Ganzes und an das Land, das die Bewerbung einreicht, verliehen. So war Cohn Produzent von Sehnsucht nach Afrika (Frankreich/Schweiz/Elfenbeinküste), offiziell verliehen wurde der Oscar jedoch an die ebenfalls mitproduzierende Elfenbeinküste (einreichendes Land) und den Film als Ganzes.

### Weitere Ehrungen
Arthur Cohn erhielt für sein Schaffen mehrere Ehrungen: Die Boston University, die Yeshiva University, die Universität Basel (2006) und die Bar-Ilan-Universität (2021) verliehen ihm Ehrendoktorate. 1995 ehrte ihn das französische Kulturministerium mit dem Commandeur de l’Ordre des Arts et des Lettres, dem höchsten Orden, den ein nichtfranzösischer Bürger erhalten kann. Cohn war am 17. November 1992 der erste nicht-US-amerikanische Produzent, dessen Name einen Stern auf dem Hollywood Walk of Fame ziert. Zudem wurde er im November 2005 im Rahmen einer Benefiz-Gala mit dem UNESCO-Award ausgezeichnet.
Auf dem Basler Münsterplatz fand während der sommerlichen Openair-Kinoveranstaltung regelmässig eine Arthur-Cohn-Gala statt, zuletzt am 27. Juli 2006. Dabei wurde jeweils seine neuste Produktion aufgeführt und vorgestellt.
Am 11. Februar 2019 wurde Arthur Cohn von der Cinema-for-Peace-Foundation in Berlin für sein Lebenswerk ausgezeichnet.

## Filmografie
- 1961: Nur Himmel und Dreck (Le ciel et la boue) (Dokumentarfilm)
- 1964: Paris Secret (Dokumentarfilm)
- 1967: Siebenmal lockt das Weib (Woman Times Seven)
- 1968: Der Duft deiner Haut (Amanti)
- 1970: Sonnenblumen (I girasoli)
- 1970: Der Garten der Finzi Contini (Il giardino dei Finzi-Contini)
- 1972: Lo chiameremo Andrea
- 1973: Ein kurzer Urlaub (Una breve vacanza)
- 1976: Sehnsucht nach Afrika (Noirs et blancs en couleur)
- 1979: Verhängnisvolle Freundschaft (L’adoption)
- 1980: Der gelbe Stern – Die Judenverfolgung 1933–1945
- 1984: Gefährliche Züge (La diagonale du fou)
- 1990: American Dream (Dokumentarfilm)
- 1995: 25 Cent (Two Bits)
- 1997: White Lies – Das Leben ist zu kurz, um ehrlich zu sein (White Lies)
- 1998: Central Station (Central do Brasil)
- 1999: Ein Tag im September (One Day in September) (Dokumentarfilm)
- 2001: Hinter der Sonne (Abril Despedaçado)
- 2004: Die Kinder des Monsieur Mathieu (Les choristes)
- 2008: Das gelbe Segel (The Yellow Handkerchief)
- 2008: Die Kinder der Seidenstraße (The Children of Huang Shi)
- 2009: Feathered Fan and Silken Ribbon (Dokumentarfilm)
- 2012: Russendisko (Co-Produktion mit Christoph Hahnheiser)
- 2018: Das etruskische Lächeln (The Etruscan Smile)

## Publikationen
- Der Staat Israel – heute. Frey, Basel 1950.
- Unruheherd Mittlerer Osten Athena, Basel 1953.
- Israel: wie es lebt und lacht. Maor, Jerusalem 1963.